# Heinrich Maushake
Heinrich Maushake (ur. 1894, zm. 31 sierpnia 1981) – niemiecki as myśliwski z czasów I wojny światowej z 6 potwierdzonymi zwycięstwami powietrznymi. Dowódca Jagdstaffel 4.
Heinrich Maushake od 20 listopada 1917 roku służył w dowodzonej przez Kurt-Bertram von Döringa, i należącej do Cyrku Richthofena eskadrze Jagdstaffel 30.
Pierwsze potwierdzone zwycięstwo powietrzne odniósł 28 czerwca 1918 roku nad samolotem Bréguet 14. W okresie od 22 października 1918 do 3 listopada 1918 pełnił funkcję dowódcy eskadry. 3 listopada został ranny i zastąpiony na stanowisku dowódcy przez Egona Koepscha.
Heinrich Maushake zmarł w 1981 roku w wieku 87 lat.